# Otto Klein (Maler)
Otto Klein (* 2. Oktober 1906 in Basel; † 25. Juli 1994 ebenda) war ein Schweizer Maler.

## Leben und Werk

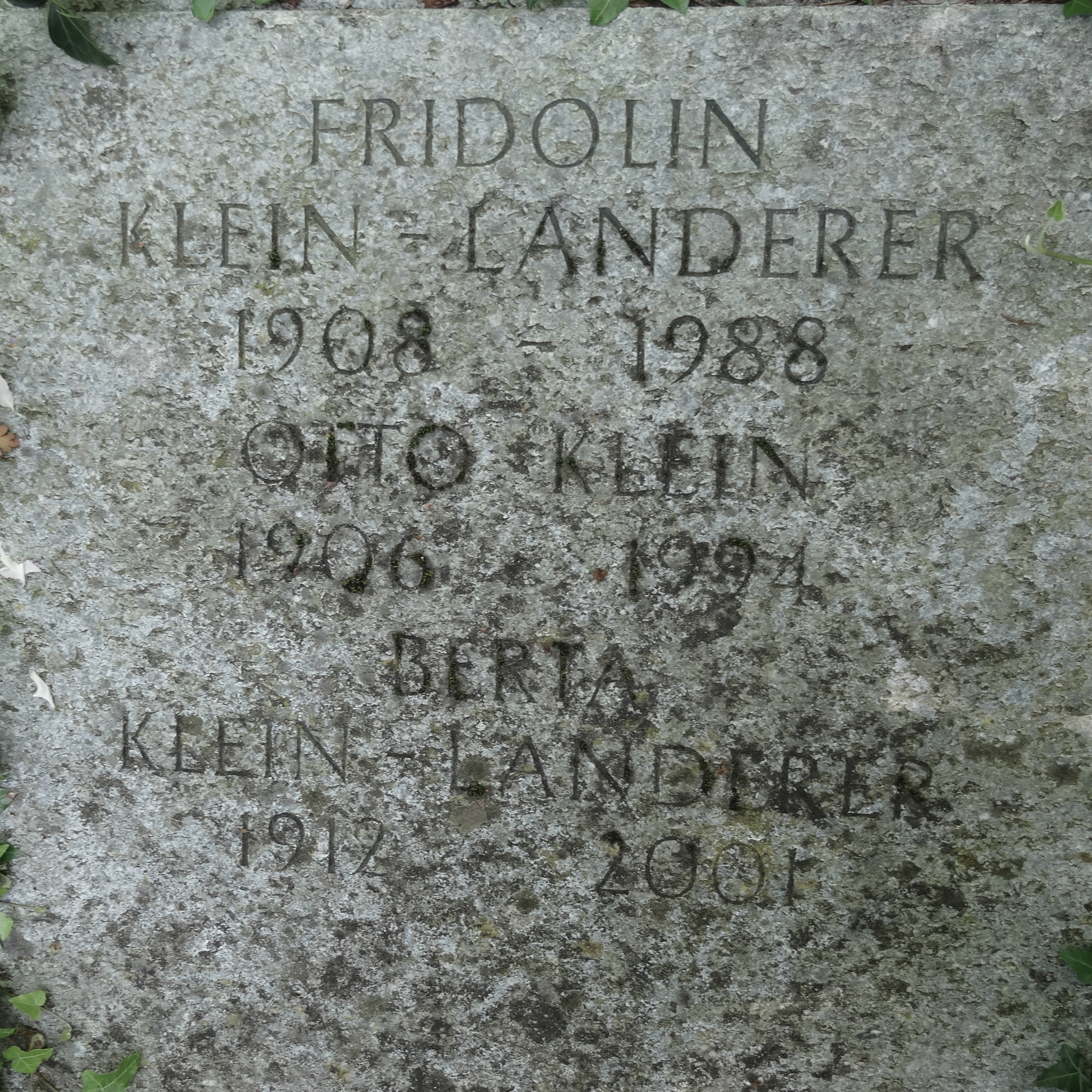
Grab, Wolfgottesacker in Basel.

Otto Klein besuchte die Allgemeine Gewerbeschule Basel und wurde von Arnold Fiechter unterrichtet. 1944 erhielt er ein Eidgenössisches Kunststipendium. Neben Industrielandschaften, Porträts und Figurenbildern schuf er expressive, ungegenständliche Gemälde.
1955 schuf er das Wandbild «Morgenstreich» im Basler Bahnhofbuffet 2. Klasse. Als Einzelgänger gehörte er zusammen mit Paul Basilius Barth, Jean Jacques Lüscher, Numa Donzé, Otto Roos, Heinrich Müller und Karl Theophil Dick der losen Basler Künstlergruppe der dunkeltonigen Maler an.
Otto Klein fand seine letzte Ruhestätte auf dem Wolfgottesacker in Basel.